# تفاعل كوري-فوكس
تفاعل كوري - فوكس (والمعروف أيضًا باسم تفاعل راميريز - كوري- فوكس) هو سلسلة من التفاعلات الكيميائية المصممة لتحويل الألدهيد إلى ألكاين. فتكوين مركب 1،1-ثنائي برومو أوليفين عبر مركب فوسفين-ثنائي برومو ميثيلين كان قد اكتشف من قبل ديساي Desai وماكيلف McKelvie وراميريز Ramirez.
الخطوة الثانية من التفاعل هي بتحويل ثنائي برومو أولفين إلى ألكاينات، والمعروفة باسم تفاعل إعادة ترتيب فريتش-بوتنبرغ-فيتشل. وبهذه الطريقة تمت تسمية التحول الكلي المشترك للألدهيد إلى ألكاين باسم مطوريها، هما الكيميائيين الأمريكيين إلياس جيمس خوري (بالإنجليزية أصبحت كوري) وفيليب فوكس Philip L. Fuchs.
من خلال الاختيار المناسب للقاعدة يصبح من الممكن في كثير من الأحيان إيقاف عملية التفاعل عند 1-برومو الألكاين، وهي إحدى المجموعات الوظيفية المفيدة في تفاعلات أخرى.

## آلية التفاعل
في الخطوة الأولى من تفاعل الاصطناع يتفاعل ثلاثي فينيل الفوسفين (1) مع رباعي برومو الميثان (2) بوجود الزنك في الموقع ليتشكل مركب ثنائي برومو فوسفوريليد؛ والذي يتفاعل مع الألدهيد (3) حسب تفاعل فيتيغ ليعطي 1،1-ثنائي برومو الألكين (4).
يجرّد ن-بوتيل الليثيوم مجموعة برومو واحدة من ثنائي برومو الألكين التوأمي (4)، ويتشكل جرّاء ذلك بعملية ذات انتقائية فراغية مركب وسطي من فاينيل الكربينويد، والذي يخضع بدوره إلى هجرة ذرة H ليتحول إلى ألكاين، والذي سرعان ما يتفاعل على الفور مع جزيء ثانٍ من ن-بوتيل الليثيوم ليتشكل أسيتيليد الليثيوم، والذي تؤدي معالجته بالماء إلى الحصول على الألكاين (5) من خلال معاودة عملية إضافة البرتون.
يوجد هناك اقتراح مغاير للآلية في خطوة التفاعل من المركب الوسطي (4) إلى الناتج النهائي (5).